# 橋本健太郎
橋本 健太郎（はしもと けんたろう、1980年4月28日 - ）は、京都府綴喜郡田辺町（現在の京田辺市）出身の元プロ野球選手（投手）。現在は、阪神タイガースの打撃投手。

## 来歴・人物

### プロ入り前
大阪府八尾市で出生。小学3年生の時に京都府綴喜郡田辺町へ転居したことを機に、軟式野球の「大住クラブ」で野球を始めた。当時から学年トップの身長で、田辺町立大住中学校では野球部に所属しエースだった。久御山高校時代は全国大会に縁がなく3年夏は京都大会1回戦敗退。仙台六大学野球連盟所属の東北福祉大学に進学後は最速147km/hの速球派投手として3年から登板し、秋には明治神宮大会で全国デビュー、4年時のリーグ戦で5勝を挙げ、大学選手権では2回戦先発で木佐貫洋と投げ合うも優勝する亜大に5回コールド負け。明治神宮大会では準優勝するも同期の木谷寿巳が全試合先発して登板なし。
大学卒業後は社会人野球の日本新薬に入社。大学時代とは違う135km/h程度の球速ながら実戦的な打ちにくさを追求して抑える投球で、先発投手として2004年の第75回都市対抗野球大会8強入りに貢献し、優秀選手賞を受賞した。
2004年のプロ野球ドラフト会議で、阪神タイガースから4巡目で指名。契約金8,000万円、年俸1,200万円（金額は推定）という条件で入団した。背番号は34。

### 阪神時代
2005年には、投手に対する辛口評価で知られるOBの小山正明から、シーズン前に高い評価を受けた。また、実戦登板で大学時代を上回る球速を記録し、開幕一軍登録を果たした。4月27日の対中日ドラゴンズ戦（阪神甲子園球場）での救援登板でプロ初勝利を挙げたが、このことを知らなかった鳥谷敬が、（本来なら初勝利の記念に橋本へ渡されるはずの）ウイニングボールをスタンドへ投げ入れるというハプニングもあった。レギュラーシーズン全体では、中継ぎとして、一軍公式戦51試合の登板で防御率2.30を記録。抑え投手陣「JFK」の1人であるジェフ・ウィリアムスから、自身と同じ中継ぎ要員の桟原将司・江草仁貴の2人と並んで「SHE」と命名されるほどの活躍で、チームのセントラル・リーグ優勝に貢献した。日本シリーズでは、チームは第1戦からの4連敗によって千葉ロッテマリーンズに屈したが、第1・3戦に登板した。
2006年には、右肩腱板炎の影響で、一軍公式戦2試合の登板にとどまった。
2007年には、開幕からJFKにつなぐ中継ぎ要員として、一軍公式戦での登板を再び重ねた。しかし、7月にぎっくり腰を発症して登録抹消された後は渡辺亮の台頭もあって敗戦処理に回り、46試合に登板したものの防御率4点台に終わった。
2008年は防御率が5点台となり、登板試合数も10試合にとどまった。

### ロッテ時代
2009年3月4日に、久保康友との交換トレードで千葉ロッテマリーンズへ移籍。背番号13を着用した。レギュラーシーズンでは、イースタン・リーグ公式戦でリーグ最多の13セーブを挙げたが、一軍公式戦には2試合の登板にとどまった。
2010年、一軍公式戦9試合に登板。オール中継ぎで0勝1敗、防御率6.35という成績を残した。また、二軍のイースタン・リーグ優勝によって進出したファーム日本選手権では、ウエスタン・リーグで優勝した古巣の阪神打線を相手に勝利を挙げた。
2011年には、プロ入り後初めて、一軍公式戦への登板機会がなかった。イースタン・リーグの公式戦には40試合に登板。チーム最多の11セーブを挙げたものの、1勝5敗と大きく負け越した。
2012年には、一軍公式戦13試合に登板。自身2年振りの一軍マウンドであったが、勝敗は付かず、防御率も4.20にとどまった。その一方で、イースタン・リーグ公式戦では、11試合の登板で防御率1.74を記録した。
2013年には、2年振りに一軍公式戦での登板機会がなく、10月3日に球団から戦力外通告を受けた。後に古巣の阪神から打撃投手としての復帰を打診されたことから、現役を引退。

### 現役引退後
2014年より古巣の阪神の打撃投手を務める。
2017年にはワールド・ベースボール・クラシック日本代表からの要請を受けて、阪神球団からスタッフとして代表に派遣。2月の宮崎合宿から日本代表に合流すると、3月21日の準決勝（ドジャースタジアム）でアメリカ代表に敗れるまで打撃投手として代表に帯同した。

## 選手としての特徴
長身から投げ下ろすストレートとチェンジアップのコンビネーションが武器。

## 詳細情報

### 年度別投手成績
| 年 度     | 球 団     | 登 板 | 先 発 | 完 投 | 完 封 | 無 四 球 | 勝 利 | 敗 戦 | セ 丨 ブ | ホ 丨 ル ド | 勝 率 | 打 者 | 投 球 回 | 被 安 打 | 被 本 塁 打 | 与 四 球 | 敬 遠 | 与 死 球 | 奪 三 振 | 暴 投 | ボ 丨 ク | 失 点 | 自 責 点 | 防 御 率 | W H I P |
| --------- | --------- | ----- | ----- | ----- | ----- | -------- | ----- | ----- | -------- | ----------- | ----- | ----- | -------- | -------- | ----------- | -------- | ----- | -------- | -------- | ----- | -------- | ----- | -------- | -------- | ------- |
| 2005      | 阪神      | 51    | 0     | 0     | 0     | 0        | 2     | 2     | 1        | 9           | .500  | 273   | 66.2     | 47       | 5           | 27       | 0     | 1        | 67       | 8     | 0        | 21    | 17       | 2.30     | 1.11    |
| 2006      | 阪神      | 2     | 0     | 0     | 0     | 0        | 1     | 0     | 0        | 0           | 1.000 | 9     | 1.1      | 5        | 0           | 1        | 0     | 0        | 0        | 0     | 0        | 3     | 3        | 20.25    | 4.50    |
| 2007      | 阪神      | 46    | 0     | 0     | 0     | 0        | 3     | 2     | 0        | 6           | .600  | 228   | 49.1     | 52       | 7           | 28       | 4     | 2        | 61       | 6     | 0        | 31    | 26       | 4.74     | 1.61    |
| 2008      | 阪神      | 10    | 0     | 0     | 0     | 0        | 0     | 0     | 0        | 0           | ----  | 59    | 13.0     | 17       | 2           | 6        | 0     | 0        | 15       | 2     | 0        | 8     | 8        | 5.54     | 1.77    |
| 2009      | ロッテ    | 2     | 0     | 0     | 0     | 0        | 0     | 0     | 0        | 0           | ----  | 10    | 2.0      | 3        | 1           | 1        | 0     | 0        | 1        | 0     | 0        | 2     | 2        | 9.00     | 2.00    |
| 2010      | ロッテ    | 9     | 0     | 0     | 0     | 0        | 0     | 1     | 0        | 1           | .000  | 25    | 5.2      | 4        | 1           | 4        | 0     | 1        | 5        | 0     | 0        | 4     | 4        | 6.35     | 1.43    |
| 2012      | ロッテ    | 13    | 0     | 0     | 0     | 0        | 0     | 0     | 0        | 1           | ----  | 70    | 15.0     | 13       | 1           | 8        | 0     | 2        | 12       | 1     | 1        | 9     | 7        | 4.20     | 1.40    |
| 通算：7年 | 通算：7年 | 133   | 0     | 0     | 0     | 0        | 6     | 5     | 1        | 17          | .545  | 674   | 153.0    | 141      | 17          | 75       | 4     | 6        | 161      | 17    | 1        | 78    | 67       | 3.94     | 1.41    |

### 記録
- 初登板：2005年4月1日、対ヤクルトスワローズ1回戦（大阪ドーム）、9回表に2番手で救援登板・完了、1回無失点
- 初奪三振：同上、9回表に城石憲之から空振り三振
- 初ホールド：2005年4月3日、対ヤクルトスワローズ3回戦（大阪ドーム）、5回表1死に3番手で救援登板、2/3回無失点
- 初勝利：2005年4月27日、対中日ドラゴンズ5回戦（阪神甲子園球場）、4回表に2番手で救援登板、1回無失点
- 初セーブ：2005年6月26日、対読売ジャイアンツ9回戦（阪神甲子園球場）、7回表に2番手で救援登板・完了、3回無失点

### 背番号
- 34 （2005年 - 2008年）
- 13 （2009年 - 2013年）
- 110 （2014年 - ）

### 登場曲
- 応援歌 - 湘南乃風[5]